# Legolas
Legolas är en litterär figur som förekommer i J.R.R. Tolkiens trilogi om Härskarringen (Lord of the Rings). Han är en alv från Mörkmården, och var en av medlemmarna i Ringens brödraskap. Legolas är son till kung Thranduil och är därmed prins av Mörkmården. Han blev mycket god vän med dvärgen Gimli, son till Glóin, och människan Aragorn, son till Arathorn, Isildurs arvinge. 
Legolas använder pilbåge och två dolkar som vapen. Innan slaget vid Helms klyfta får han ett Rohan-svärd, och får senare även en häst, Arod, av Éomer. Han får en ny pilbåge av Galadriel i Lothlorien, med namnet Galadrhim båge. Legolas grundar efter kriget ett kungarike i Ithilien.
I Peter Jacksons filmatiseringar av Härskarringen spelas han av Orlando Bloom, liksom i samme regissörs filmserie Hobbiten, även om han ej förekommer i boken Bilbo – En hobbits äventyr, som filmerna bygger på. I Radioteaterns uppsättning av Sagan om ringen spelas han av Stefan Ekman. 
Legolas har blont hår samt oftast gröna kläder som han kan kamouflera sig med i skogen.
Trots att filmerna eller böckerna inte nämnt Legolas ålder specifikt nämner han om hur han kommer ihåg när kungariket Rohan grundades vilket ger en ledtråd att han är minst 600 år gammal när trilogin utspelar sig.
Eftersom alver inte kan åldras fysiskt, så har Legolas utseendet av en ung man, trots att han är cirka 600 år gammal.